# Radical 52
U+5E7A 46E1
El radical 52, representado por el carácter Han 幺, es uno de los 214 radicales del diccionario de Kangxi. En mandarín estándar es llamado　幺部　(yāo bù, «radical “pequeño”»), en japonés es llamado 幺部, ようぶ　(yōbu), y en coreano 요  (yo). En los textos occidentales es llamado «radical “pequeño” o radical “corto”».
Nótese que existe otro radical llamado «pequeño»: el radical 42 (小).

## Nombres populares
- Mandarín estándar: 幺, yāo, «pequeño».
- Coreano: 작을요부, jag eul yo bu «radical yo-pequeño».
- Japonés:　糸頭, （いとがしら）, itogashira, «parte superior de “hilo” (糸)».
- En occidente: radical «pequeño», radical «corto».

## Galería
| Estilos antiguos                                 | Estilos antiguos                  | Estilos antiguos                        | Estilos antiguos                   | Estilos antiguos                   | Estilos empleados actualmente       | Estilos empleados actualmente  | Estilos empleados actualmente    | Estilos empleados actualmente   | Estilos empleados actualmente  |
|                                                  |                                   |                                         |                                    |                                    |                                     | 幺                             |                                  |                                 |                                |
| 甲骨文 jiǎgǔwén (escritura de huesos oraculares) | 金文 jīnwén (escritura de bronce) | 简帛 jiǎnbó (escritura de bambú y seda) | 篆文 zhuànwén (escritura de sello) | 篆文 zhuànwén (escritura de sello) | 隸書 lìshū (estilo de los escribas) | 楷書 kǎishū (estilo regular)   | 楷書 kǎishū (estilo regular)     | 行書 xǐngshū (estilo corriente) | 草書 cǎoshū (estilo de hierba) |
| 甲骨文 jiǎgǔwén (escritura de huesos oraculares) | 金文 jīnwén (escritura de bronce) | 简帛 jiǎnbó (escritura de bambú y seda) | 大篆 dàzhuàn (sello grande)        | 小篆 xiǎozhuàn (sello pequeño)     | 隸書 lìshū (estilo de los escribas) | 繁體／繁体 fántǐ (tradicional) | 简体／簡體 jiǎntǐ (simplificado) | 行書 xǐngshū (estilo corriente) | 草書 cǎoshū (estilo de hierba) |

## Caracteres con el radical 52

| trazos | carácter |
| ------ | -------- |
| + 0    | 幺       |
| + 1    | 幻       |
| + 2    | 幼       |
| + 6    | 幽       |
| + 9    | 幾       |